# Thalia democratica
Thalia democratica är en ryggsträngsdjursart som först beskrevs av Forskål 1775.  Thalia democratica ingår i släktet Thalia och familjen bandsalper. Arten har ej påträffats i Sverige. Inga underarter finns listade i Catalogue of Life.